# قرار مجلس الأمن التابع للأمم المتحدة رقم 1120
قرار مجلس الأمن التابع للأمم المتحدة رقم 1120، المتخذ بالإجماع في 14 تموز / يوليو 1997، بعد الإشارة إلى القرارات السابقة بشأن كرواتيا بما في ذلك القرارات 1023 (1995) و1025 (1995) و1037 (1996) و1043 (1996) و1069 (1996) و1079 (1996)، مدد المجلس ولاية سلطة الأمم المتحدة الانتقالية في سلافونيا الشرقية وبارانيا وسيرميوم الغربية حتى 15 يناير 1998.
كانت المناطق الكرواتية في سلافونيا الشرقية وبارانيا وسيرميوم الغربية تحكمها سلطة الأمم المتحدة. في اتفاق مع الجالية الصربية المحلية في هذه المناطق، كانت سلامة جميع المواطنين أولوية. ومن المهم أن تسمح حكومة كرواتيا للاجئين والمشردين بالعودة إلى ديارهم بأمان. كان هناك قلق من عدم احترام حقوق الإنسان في المنطقة، بما في ذلك حقوق الأقليات العرقية، وكان هناك نقص في التعاون مع المحكمة الجنائية الدولية ليوغوسلافيا السابقة. كما سلط المجلس الضوء على الأثر الضار لقانون العفو، لأنه أثر سلباً على الثقة بين المجتمعات العرقية في كرواتيا.
متصرفا بموجب الفصل السابع من ميثاق الأمم المتحدة، كرر المجلس الأهمية التي يعلقها على التنفيذ الكامل لجميع الاتفاقات من قبل الأطراف، وللتعاون الكامل مع الأمم المتحدة والمنظمات الدولية. وفي الوقت نفسه، تم التأكيد على أهمية احترام حقوق الإنسان لجميع المجموعات العرقية، خاصة وأن كرواتيا تعرقل عودة اللاجئين. تم تذكير الصرب المحليين في المناطق الثلاث بتبني موقف بناء تجاه إعادة الاندماج في بقية كرواتيا. طُلب إزالة جميع الغموض في قانون العفو وتطبيقه بشكل عادل.
صادق مجلس الأمن على خطط لإعادة هيكلة سلطة الأمم المتحدة الانتقالية في سلافونيا الشرقية وبارانيا وسيرميوم الغربية من خلال سحب العنصر العسكري ونقل السلطات التنفيذية. وقد تم حثها على التعاون مع قوة تحقيق الاستقرار المصرح بها في القرار 1088 (1996) في البوسنة والهرسك المجاورة. صدرت تعليمات إلى الأمين العام بتقديم تقرير إلى المجلس بحلول 6 تشرين الأول / أكتوبر 1997 بشأن الجوانب المتعلقة بإعادة إدماج المنطقة. كان من المهم أن تكون المنطقة منزوعة السلاح وأن يتم إنشاء نظام حدودي ليبرالي. أخيرًا، تم حث الحكومة الكرواتية على الشروع في برنامج المصالحة الوطنية.

## روابط خارجية
- نص القرار في undocs.org